# O Convite
L'Invitation (bra/prt: O Convite) é um filme de drama suíço de 1973 dirigido e escrito por Claude Goretta. Foi indicado ao Oscar de melhor filme estrangeiro na edição de 1974, representando a Suíça.

## Elenco
- Jean-Luc Bideau - Maurice
- François Simon - Emile
- Jean Champion - Alfred
- Corinne Coderey - Simone
- Michel Robin - Remy
- Cécile Vassort - Aline
- Rosine Rochette - Helene
- Jacques Rispal - René Mermet
- Neige Dolsky - Emma
- Pierre Collet - Pierre
- Lucie Avenay - Mme. Placet